# チャド・ベック
チャド・リー・ベック（Chad Lee Beck、1985年1月17日 - ）は、アメリカ合衆国テキサス州ジャスパー郡出身の元プロ野球選手(投手)。

## 経歴

### プロ入り前
ウッドビル高等学校出身。
2004年のMLBドラフトでトロント・ブルージェイズにドラフト43巡目指名される。

### プロ入りとダイヤモンドバックス傘下時代
2006年のMLBドラフトでアリゾナ・ダイヤモンドバックスにドラフト14巡目指名され契約を結びプロ入りを果たした。同年は、傘下ショートシーズンAのヤキマ・ベアーズでプレーした。この年は、16試合(2試合で先発)登板し、1勝5負、防御率6.25、45奪三振を記録した。
2007年は、傘下Aのサウスベンド・シルバーホークス（現：サウスベンド・カブス）でプレーした。この年は、31試合に登板し、1勝2負1セーブ、防御率4.33、48奪三振を記録した。
2008年は、まず傘下Aのサウスベンドでプレーした。ここでは、7試合に登板し、2勝0負、防御率2.04、19奪三振を記録した。その後、傘下アドバンスAのバイセイリア・オークス（現：バイセイリア・ローハイド）でプレーした。ここでは、25試合(15試合で先発)登板し、6勝5負1セーブ、防御率3.98、89奪三振を記録した。

### ブルージェイズ時代
2008年8月31日に、デビッド・エクスタインとのトレードでトロント・ブルージェイズへ移籍した。
2009年は、まず傘下Aのランシング・ラグナッツでプレーした。ここでは、20試合に先発登板し、6勝8負、防御率5.94、85奪三振を記録した。その後、傘下アドバンスAのダニーデン・ブルージェイズでプレーした。ここでは、9試合に登板し、0勝0負、防御率4.35、14奪三振を記録した。
2010年は、傘下アドバンスAのダニーデンでプレーした。この年は、41試合(11試合で先発)登板し、3勝6負、防御率3.72、79奪三振を記録した。
2011年は、まず傘下アドバンスAのダニーデンでプレーした。ここでは、1試合に先発登板した。その後、傘下AAのニューハンプシャー・フィッシャーキャッツでプレーした。ここでは、22試合(14試合で先発)登板し、7勝4負、防御率3.69、70奪三振を記録した。その後、傘下AAAのラスベガス・フィフティワンズでプレーした。ここでは、8試合に先発登板し、2勝4負、防御率6.70、24奪三振を記録した。9月6日に、メジャーに昇格した。
2012年開幕を傘下AAAのラスベガスで迎えた。5月27日に、メジャーに昇格した。8月23日に、ユネル・エスコバーのDL入りに伴いメジャーに再昇格した。8月24日に、ホセ・バティスタのDL入りから復帰したため傘下AAAのラスベガスへ再降格した。9月5日に、メジャーに再昇格した。オフの10月23日に、ロサンゼルス・エンゼルス・オブ・アナハイムからウェーバーでボビー・ウィルソンが移籍し40人枠に入れるためDFAとなった。10月25日に、ウェーバーでピッツバーグ・パイレーツへ移籍した。12月26日に、ジョエル・ハンラハンの加入にともないDFAとなった。
2013年1月5日に、ブルージェイズに復帰した。1月11日に、トミー・ホットビーの加入にともないDFAとなった。1月15日に、傘下AAAのバッファロー・バイソンズへ降格した。開幕を傘下AAのニューハンプシャーで迎えた。5月7日に、傘下AAAのバッファローに昇格した。この年は、メジャーに昇格をすることはなかった。同年限りで、退団した。

### 独立リーグ時代
2014年は、独立リーグであるアトランティックリーグのランカスター・バーンストーマーズと契約を結んだ。この年は、3試合に先発登板した。
2015年2月17日に、ランカスターと再契約を結んだ。シーズン終了後に退団。

## 詳細情報

### 年度別投手成績
| 年 度    | 球 団    | 登 板 | 先 発 | 完 投 | 完 封 | 無 四 球 | 勝 利 | 敗 戦 | セ 丨 ブ | ホ 丨 ル ド | 勝 率 | 打 者 | 投 球 回 | 被 安 打 | 被 本 塁 打 | 与 四 球 | 敬 遠 | 与 死 球 | 奪 三 振 | 暴 投 | ボ 丨 ク | 失 点 | 自 責 点 | 防 御 率 | W H I P |
| -------- | -------- | ----- | ----- | ----- | ----- | -------- | ----- | ----- | -------- | ----------- | ----- | ----- | -------- | -------- | ----------- | -------- | ----- | -------- | -------- | ----- | -------- | ----- | -------- | -------- | ------- |
| 2011     | TOR      | 3     | 0     | 0     | 0     | 0        | 0     | 0     | 0        | 0           | ----  | 8     | 2.1      | 1        | 0           | 0        | 0     | 0        | 3        | 0     | 0        | 0     | 0        | 0.00     | 0.43    |
| 2012     | TOR      | 14    | 0     | 0     | 0     | 0        | 0     | 0     | 0        | 0           | ----  | 72    | 15.2     | 21       | 2           | 5        | 0     | 0        | 9        | 1     | 1        | 12    | 11       | 6.32     | 1.66    |
| MLB：2年 | MLB：2年 | 17    | 0     | 0     | 0     | 0        | 0     | 0     | 0        | 0           | ----  | 80    | 18.0     | 22       | 2           | 5        | 0     | 0        | 12       | 1     | 1        | 12    | 11       | 5.50     | 1.50    |

### 背番号
- 58 (2011 - 2012)